# Фольквин II (граф Вальдека)
Фольквин II фон Шваленберг (нем. Volkwin II. von Schwalenberg; ок. 1125—1177/1178) — основатель владетельного дома Вальдек.

## Биография
Сын графа Шваленберга Видекинда I (1125 — 11 июня 1136/1137), от которого унаследовал графство Шваленберг в 1136/1137 году. Благодаря женитьбе на дочери графа Поппо I Рейхенбахского Луитгарде, приобрёл замок Вальдек на Эдере, после чего присоединил название замка к своему графскому титулу — Вальдек унд Шваленберг. Фогт Падерборна.

## Семья
- 1-я жена Луитгарда фон Рейхенбах с 1144 года, разведены в 1161 году, детей не было
- 2-я жена NN
  - Видекинд III (р. 1162) — с 1178 года граф Шваленберг, с 1184 года 1-й граф Вальдек, умер в крестовом походе в 1190 году.
  - Херманн I (р. 1163) — с 1184 года граф Вальдек, до 1189 года граф Шваленберг, с 1189 года фогт Падерборна, Брилона, Арольдессена и Флехтдорфа, к 1195 лишился всех владений и должностей, умер в бедности ок. 1224 года.
  - Хейнрих I (р. 1165) — граф Вальдек унд Шваленберг, умер в сентябре 1214 года.
  - Фольквин (р. 1170) — каноник в Падерборне с 1185 года, пробст церкви в Бусдорфе c 1224 года, умер в 1243 году.
  - дочь — замужем за графом Вернером I фон Баттенберг и фон Витгенштейн